# Detlev Lehmann
Detlev Lehmann (* 16. Juli 1954 in Stendal) ist ein deutscher Politiker (SPD). Er war von 1990 bis 1998 Mitglied im Landtag Sachsen-Anhalt.

## Ausbildung und Leben
Detlev Lehmann machte nach dem Besuch der Oberschule eine Berufsausbildung mit Abitur als Mechaniker. Das anschließende Studium an der TU Magdeburg schloss er als Dipl.-Ing. Automatisierungstechnik ab und arbeitete seit 1983 in der Projektierung von CNC-Maschinen und EDV-Systemen.
Detlev Lehmann ist verheiratet und hat drei Kinder.

## Politik
Detlev Lehmann trat im Dezember 1989 nach der Wende in die SDP ein und wurde dort Vorsitzender des SPD-Ortsvereins Genthin und Landesparteiratsvorsitzender in Sachsen-Anhalt. Er wurde bei der ersten Landtagswahl in Sachsen-Anhalt 1990 über die Landesliste in den Landtag gewählt. Als Kandidat für die SPD wurde er 1994 erster Landrat des Kreises Jerichower Land und blieb dies bis zur Landratswahl 2001.